# بلكريس (كورنوال)
بلكريس (بالإنجليزية: Polkerris)‏ هي قرية تقع في المملكة المتحدة في كورنوال.